# Memorystahl

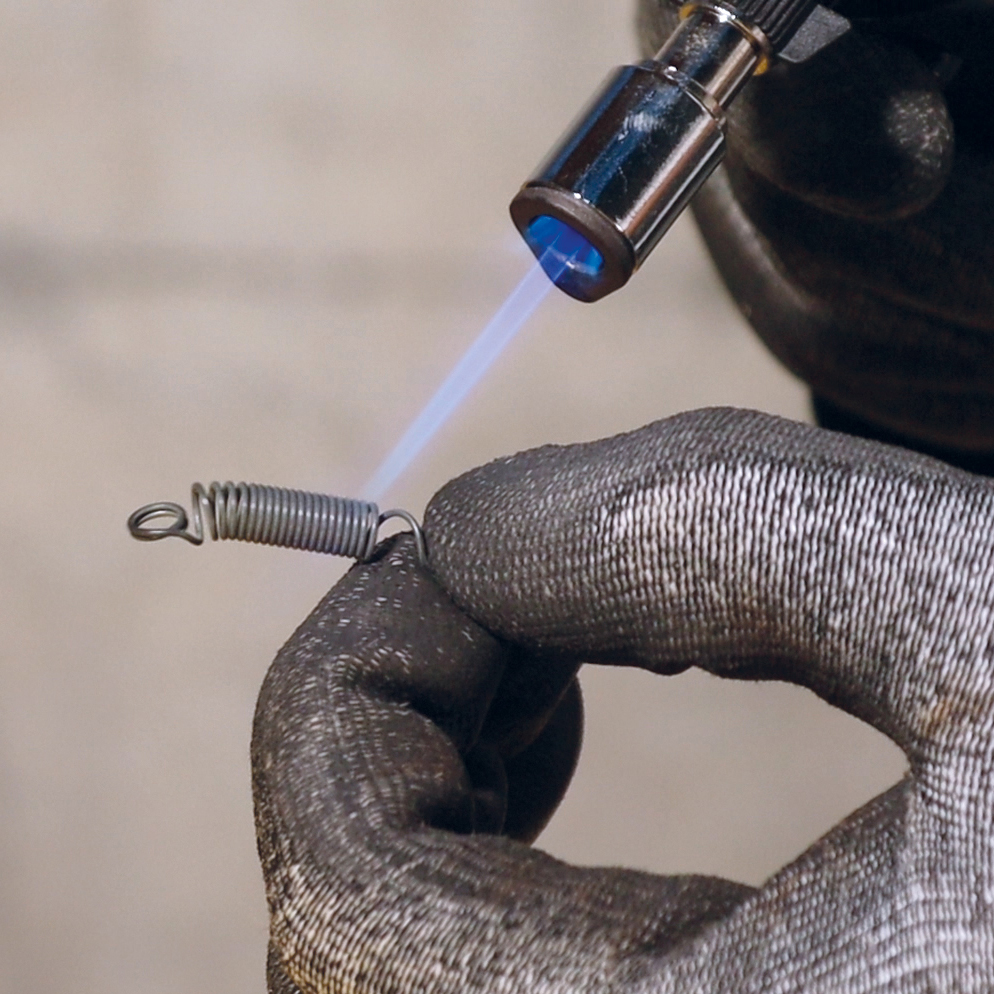
Rückverformung einer Feder aus Memorystahl durch Erhitzen

Memorystahl ist eine für die Bauindustrie entwickelte Formgedächtnislegierung (FGL) auf Eisenbasis. Die spezielle Eigenschaft der Rückverformung nach einer permanenten Vordehnung mittels Erhitzens erlaubt eine Vielzahl von Anwendungen im Brücken- und Hochbau. Eine breite Anwendung findet die Technologie in der Verstärkung von Tragstrukturen aus Beton.

## Materialverhalten und Eigenschaften

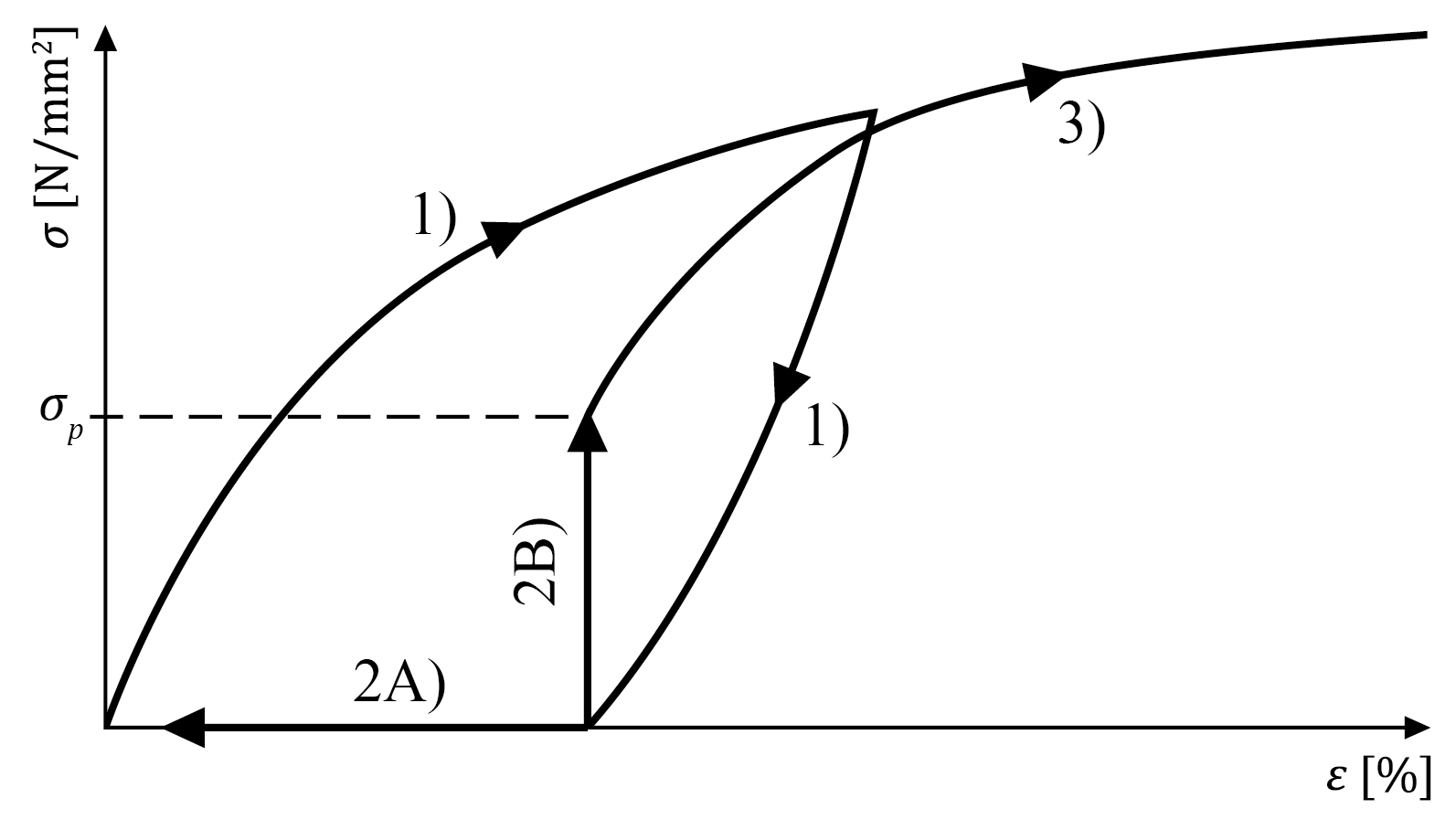
Verlauf von Memorystahl im Spannungs-Dehnungs-Diagramm: 1) Vordehnen, 2A) Erhitzen mit Rückverformung oder 2B) Erhitzen mit Spannungsaufbau, 3) weitere Belastung

Die gängigsten Legierungen im Baubereich sind die Werkstoffe FeMnSi. Sie werden teilweise mit Chrom, Nickel oder weiteren Zuschlägen hergestellt, um spezifische Materialeigenschaften hervorzurufen.
Der Formgedächtniseffekt wird dadurch ermöglicht, dass bestimmt Materialien in zwei unterschiedlichen Kristallstrukturen (Phasen) auftreten können. In der Regel gibt es die als Austenit bezeichnete Hochtemperaturphase und den Martensit (Niedertemperaturphase). Die Formumwandlung basiert auf einer mechanischen oder thermischen Einwirkung. Beim Verformen (Vordehnen) wird eine Umwandlung von einem kubisch flächenzentrierten Kristallgitter (Austenit) zu einer hexagonal dichtesten Kugelpackung (Martensit) erzeugt. Das Material weist eine verbleibende Verformung auf, welche stabil ist, zum Teil aber durch eine erneute Umwandlung wieder umkehrbar ist. Durch eine thermische Aktivierung ordnen sich die Atompackungen erneut der Hochtemperaturphase an, was auf makroskopischer Ebene eine sichtbare Rückverformung ausmacht.
Diese Rückverformung kann verhindert werden, wenn das Material an einem starren Untergrund befestigt wird. Anstelle der Formumwandlung tritt so eine mechanische Zugspannung im Material auf, welche sich dann als Druckspannung auf den Untergrund auswirkt. Diese Kraft kann genutzt werden, um Bauwerke permanent vorzuspannen, was diese stärker und dauerhafter macht (Bsp. Spannbeton).
Wird ein in diesem Sinne vorgespanntes Zugelement weiter belastet, nähert es sich im Spannungs-Dehnungs-Diagramm langsam wieder dem ursprünglichen Verlauf. Dies geht mit einer weiteren Phasenumwandlung einher.

### Materialkennwerte
Das Spannungsdehnungsverhalten der FGL weist einige Unterschiede zu jenem vom herkömmlichen Baustahl auf. Lediglich im Anfangsbereich nach der Aktivierung bis zu einer Spannungszunahme von etwa 50 N/mm2 ist ein Elastizitätsmodul gleich jenem bei anfänglicher Zugbelastung zu beobachten. Anschließend geht das Material in einen nichtlinearen Bereich bis zum Bruch über. Dieser nichtlineare Bereich ist gekennzeichnet durch eine sowohl starke Spannungs- sowie auch Dehnungszunahme bis zum Bruch.
Die Zugfestigkeit (fpk) unterscheidet sich je nach genauem Herstellungsverfahren und wird jeweils in N/mm2 angegeben.
Die Aktivierungstemperatur von Formgedächtnislegierungen kann je nach Herstellungsprozess und Materialzusammensetzung stark variieren und nach belieben eingestellt werden. Für den Einsatz am Bau wird mit Umwandlungstemperaturen von 100–300 °C gearbeitet. Die dabei erzeugbare Vorspannung (σp) wird in N/mm2 angegeben. Ähnlich wie bei herkömmlichen Spannglieder erfährt auch der Memorystahl eine Relaxation über die Zeit.

## Formen und Anwendungen

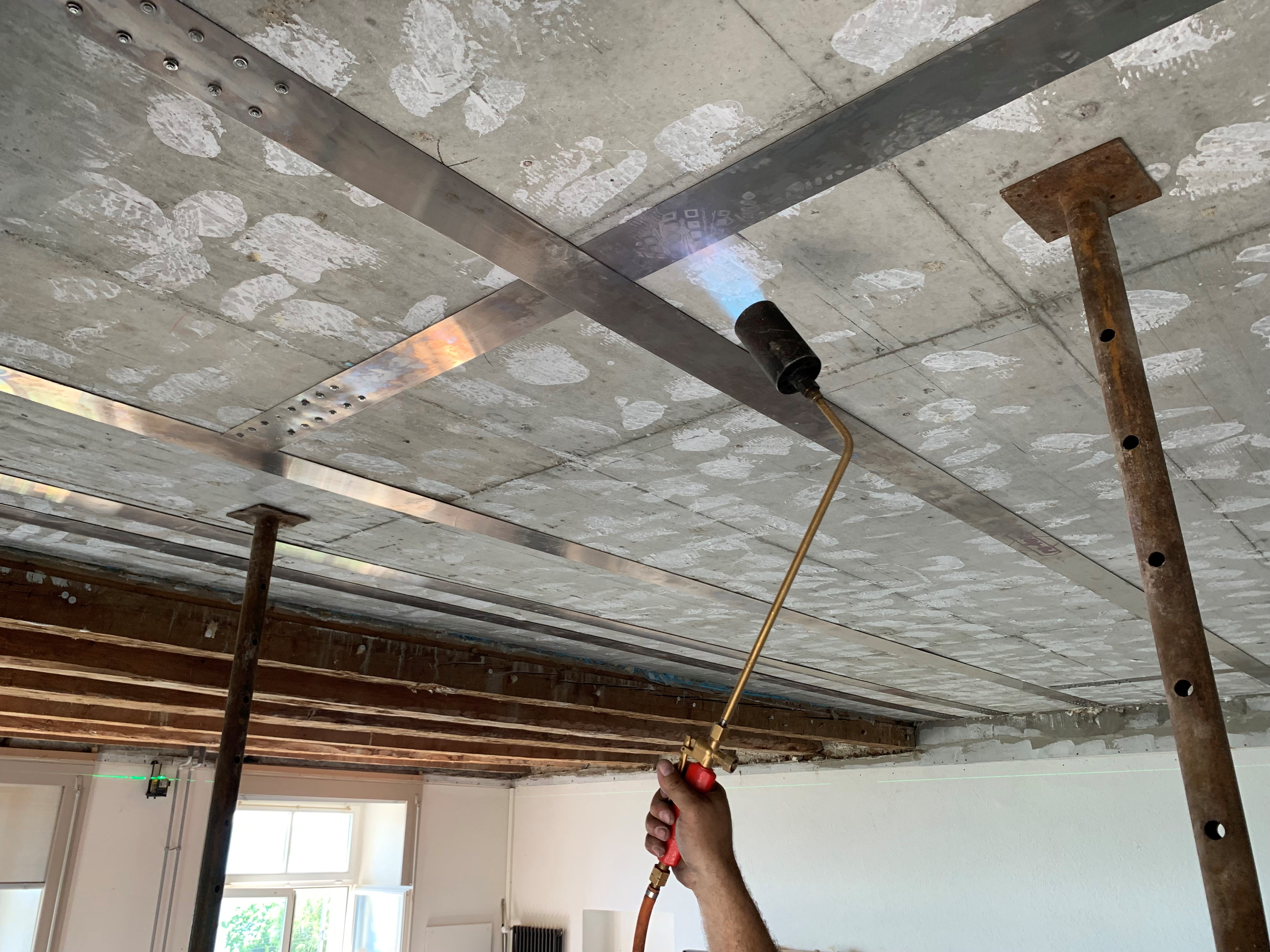
Biegeverstärkung einer Betondecke mit Bändern aus Memorystahl (Heizvorgang)

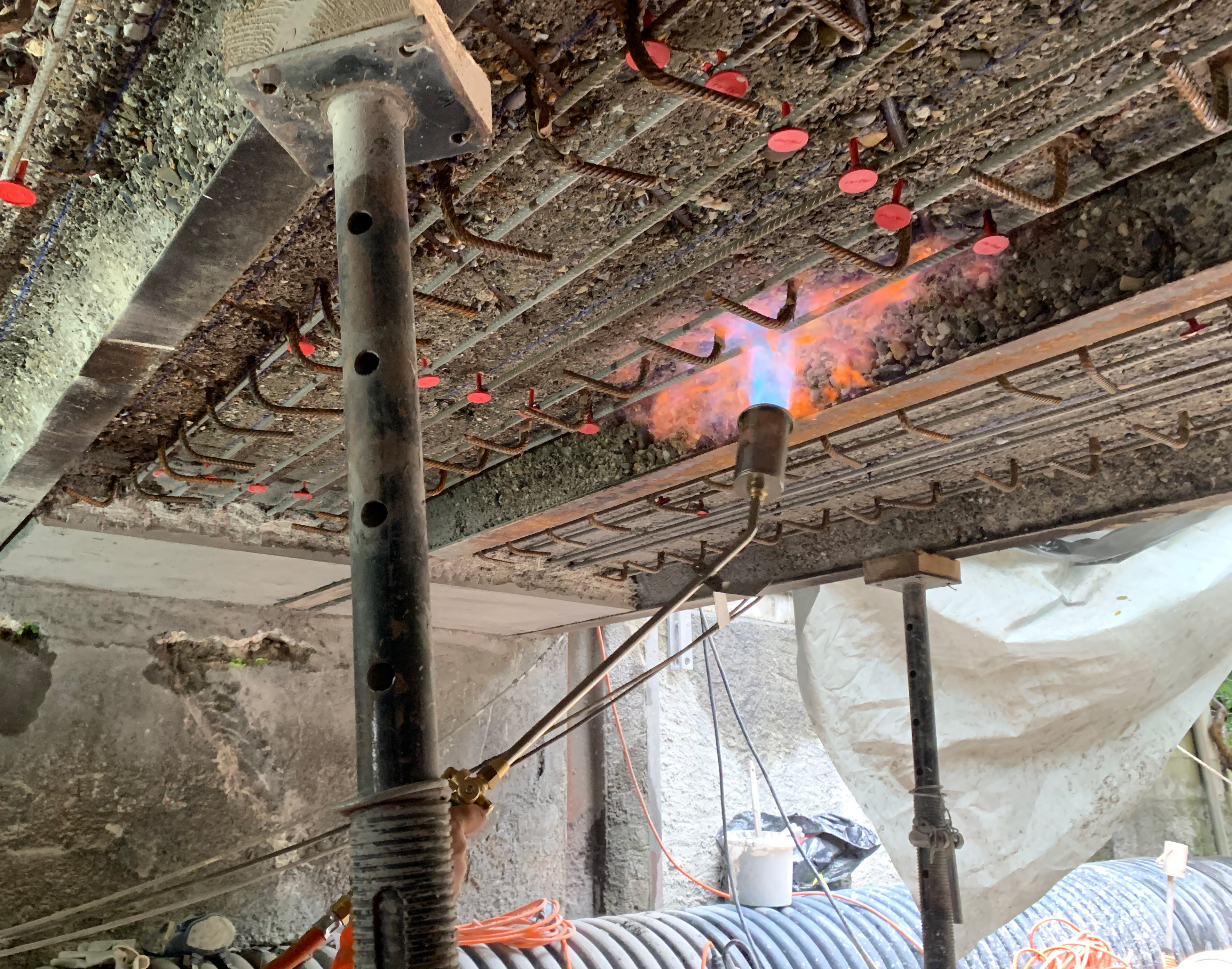
Biegeverstärkung einer Brückenplatte mit Bewehrungsstäben aus Memorystahl (Heizvorgang, danach vollständige Einbettung in Spitzmörtel)

In der Bauindustrie kommen verschiedene Produkte aus Memorystahl zum Einsatz. So werden Bänder oder Rundstäbe zur externen Verstärkung von Beton-, Holz- oder Stahlstrukturen eingesetzt. Auch Rippenstähle, ähnlich einem normalen Bewehrungsstahl, kommen bei filigranen Betonbauteilen oder zur nachträglichen Bauwerksverstärkung zum Einsatz.
Abhängig von der Anwendung erfolgt die Aktivierung der Vorspannung mit verschiedenen Heizmethoden. Gasbrenner oder Infrarot-Heizstrahler werden genutzt, falls der Memorystahl sichtbar an der Außenfläche eines Tragwerkes angebracht ist. Bei vollständig im Beton oder Mörtel eingebetteten Rippenstählen dienen induktive oder elektrische Heizgeräte (elektrisches Widerstandsheizen) zur Aktivierung.

## Anwendungsbeispiele
- Biege- und Schubverstärkungen von Platten und Balken aus Beton, Stahl, Holz usw.
- Seismische Ertüchtigung von Betonbauten und Mauerwerk
- Seismische Schwingungsdämpfer
- Vorgespannte, aktivtragende Konstruktionsdetails im Brücken- und Hochbau
- Kombinationen mit ultrahochfestem Beton
- Umwicklungen von Silos und Stützen
- Vorgespannter Faserbeton
- Vorgespannte, filigrane Betonbauteile im Neubau